# La Croisille-sur-Briance
La Croisille-sur-Briance (Okzitanisch La Crosilha) ist eine französische Gemeinde mit 690 Einwohnern (Stand: 1. Januar 2022), die im Département Haute-Vienne in der Region Nouvelle-Aquitaine liegt. Die Gemeinde gehört zum Arrondissement Limoges und ist Teil des Kantons Eymoutiers. Die Einwohner werden Crouzillauds genannt.

## Geographie
La Croisille-sur-Briance liegt etwa 33 Kilometer südöstlich von Limoges an der Briance, die hier entspringt. Umgeben wird La Croisille-sur-Briance von den Nachbargemeinden Saint-Méard im Norden und Nordwesten, Châteauneuf-la-Forêt im Norden und Nordosten, Sussac im Osten und Nordosten, Saint-Gilles-les-Forêts im Osten, Surdoux im Osten und Südosten, Meilhards im Süden, La Porcherie im Südwesten sowie Saint-Vitte-sur-Briance im Westen.

## Bevölkerungsentwicklung
| 1962                      | 1968 | 1975 | 1982 | 1990 | 1999 | 2006 | 2012 |
| ------------------------- | ---- | ---- | ---- | ---- | ---- | ---- | ---- |
| 1302                      | 1138 | 1025 | 815  | 701  | 700  | 704  | 701  |
| Quelle: Cassini und INSEE |      |      |      |      |      |      |      |

## Sehenswürdigkeiten
- Kirche Saint-Pierre
- Schloss La Vialle, 1889 durch einen Brand zerstört, Anfang des 20. Jahrhunderts wieder errichtet

## Persönlichkeiten
- Jean Chassagne (1881–1947), Autorennfahrer